# Общая теория систем
Общая теория систем (теория систем) — научная и методологическая концепция исследования объектов, представляющих собой системы. Она тесно связана с системным подходом и является конкретизацией его принципов и методов.
Первый вариант общей теории систем был выдвинут Людвигом фон Берталанфи. Его основная идея состояла в признании изоморфизма законов, управляющих функционированием системных объектов.
Современные исследования в общей теории систем должны интегрировать наработки, накопленные в областях «классической» общей теории систем, кибернетики, системного анализа, исследования операций, системной инженерии и синергетики.

## Предмет исследования и границы теории
По словам Месаровича, «теория систем представляет собой научную дисциплину, которая изучает различные явления, отвлекаясь от их конкретной природы, и основывается лишь на формальных взаимосвязях между различными составляющими их факторами и на характере их изменений под влиянием внешних условий».
Предметом исследований в рамках этой теории является изучение:
- различных классов, видов и типов систем;
- основных принципов и закономерностей поведения систем (например, принцип узкого места);
- процессов функционирования и развития систем (например, эволюция, равновесие, адаптация, регенерация[3], сверхмедленные процессы, переходные процессы);
- отдельных организационных эффектов и методов (например, автокаталитический набор, диверсификация, распределение или дистрибуция, резервирование и пр.).

Некоторые из организационных принципов теории систем и системотехники реализованы в параллельных вычислениях при построении параллельных алгоритмов.
В границах теории систем характеристики любого сложно организованного целого рассматриваются сквозь призму четырёх фундаментальных определяющих факторов:
- устройство системы;
- её состав (подсистемы, элементы);
- текущее глобальное состояние системной обусловленности;
- среда, в границах которой развёртываются все её организующие процессы.

В исключительных случаях, кроме того, помимо исследования названных факторов (строение, состав, состояние, среда), допустимы широкомасштабные исследования организации элементов нижних структурно-иерархических уровней, то есть инфраструктуры системы. В этом случае каждый элемент рассматривается как относительно гетерономная, но и относительно автономная система, к строению, среде, составу и состоянию которой равным образом применяются принципы системной декомпозиции.

## История развития
Предшественники
Николай Кузанский (1401—1464), Бенедикт Спиноза (1632—1677), Готфрид Лейбниц (1646—1716), Анри Сен-Симон (1760—1825), Карл Маркс (1818—1883), Герберт Спенсер (1820—1903), Рудольф Клаузиус (1822—1888), Вильфредо Парето (1848—1923), Владимир Бехтерев (1857—1927), Эмиль Дюркгейм (1858—1917), Ян Христиан Смэтс (1870—1950), Алексей Гастев (1882—1939), Платон Керженцев (1881—1940), Николай Гартман (1882—1950), Пётр Анохин (1898—1974) и др.
Основоположники
- 1912 Александр Богданов выпускает «Тектология: всеобщая организационная наука» (в двух томах - том I и том II)
- 1943 Уоррен Маккалок публикует «A logical calculus of the ideas immanent in nervous activity»
- 1948 Норберт Винер публикует книгу «Кибернетика, или управление и связь в животном и машине»
- 1955 Уильям Росс Эшби выпускает в свет «Введение в кибернетику»
- 1955 Тадеуш Котарбинский публикует «Traktat о dobrej rabote»
- 1968 Людвиг Берталанфи публикует «General System theory: Foundations, Development, Applications»
- 1972 Стаффорд Бир публикует книгу «Мозг фирмы»
- 1974 Хейнц фон Фёрстер выпускает «Cybernetics of Cybernetics»
- 1998 Армен Тахтаджян публикует «Principia Tectologica»
- 2000 Александр Малиновский: посмертное издание «Тектология. Теория систем. Теоретическая биология»

События
- 1970 Хайнц фон Ферстер, Грегори Бейтсон, Умберто Матурана и др. начинают разрабатывать кибернетику второго порядка
- 1971 Стаффорд Бир начинает разрабатывать проект «Киберсин»
- 1970 Разработка теории катастроф в математике
- 1977 Вручение Нобелевской премии Илье Пригожину за работы по неравновесной термодинамике, в особенности за теорию диссипативных структур
- 1978 Авенир Иванович Уёмов публикует работу «Системный подход и общая теория систем» с изложением параметрической общей теории систем
- 1980 Разработка теории хаоса
- 1986 Энтони Уилдэн разрабатывает теорию контекста
- 1988 Учреждение Международного общества наук о системах (ISSS)
- 1990 Начало исследования сложных адаптивных систем (в частности, Мюррей Гелл-Манн)

### Предыстория
Как и всякая научная концепция, общая теория систем базируется на результатах предыдущих исследований. Исторически «зачатки исследования систем и структур в общем виде возникли достаточно давно. С конца XIX века эти исследования приняли систематический характер (А. Эспинас, Н. А. Белов, А. А. Богданов, Т. Котарбиньский, М. Петрович и др.)». Так, Л. фон Берталанфи указывал на глубинную связь теории систем с философией Г. В. Лейбница и Николая Кузанского: «Конечно, как и любое другое научное понятие, понятие системы имеет свою долгую историю… В этой связи необходимо упомянуть „натуральную философию“ Лейбница, Николая Кузанского с его совпадением противоположностей, мистическую медицину Парацельса, предложенную Вико и Ибн-Халдуном версию истории последовательности культурных сущностей, или „систем“, диалектику Маркса и Гегеля…».
Особое место среди предшественников ОТС занимает Бенедикт Спиноза (1632—1677), который в своей работе "Этика" рассматривал мир как единую субстанцию, где всё взаимосвязано и подчинено общим законам. Его представление о природе как о самодостаточной системе, развивающейся по внутренним принципам, можно считать ранней формой системного мышления. Хотя Спиноза не использовал научные методы, характерные для ОТС, его идеи о целостности и детерминизме оказали влияние на последующее развитие философской и научной мысли.
Одним из непосредственных предшественников Берталанфи является «Тектология» А. А. Богданова, не утратившая теоретической ценности и значимости и в настоящее время. Предпринятая А. А. Богдановым попытка найти и обобщить общеорганизационные законы, проявления которых прослеживаются на неорганическом, органическом, психическом, социальном, культурном и пр. уровнях, привела его к весьма значительным методологическим обобщениям, открывшим путь к революционным открытиям в области философии, медицины, экономики и социологии. Истоки идей самого Богданова также имеют развитую предысторию, уходящую в труды Г. Спенсера, К. Маркса и других учёных. Идеи Л. фон Берталанфи, как правило, являются дополнительными по отношению к идеям А. А. Богданова (например, если Богданов описывает «дегрессию» как эффект, Берталанфи исследует «механизацию» как процесс).

### Непосредственные предшественники и параллельные проекты
Малоизвестным и поныне остаётся факт, что уже в самом начале XX века русский физиолог Владимир Бехтерев, совершенно независимо от Александра Богданова, обосновал 23 универсальных закона и распространил их на сферы психических и социальных процессов. Впоследствии ученик академика Павлова Пётр Анохин строит «теорию функциональных систем», близкую по уровню обобщённости к теории Берталанфи. Нередко в роли одного из основателей теории систем фигурирует основатель холизма Ян Христиан Смэтс. Кроме того, во многих исследованиях по праксеологии и научной организации труда нередко можно встретить указания на Тадеуша Котарбинского, Алексея Гастева и Платона Керженцева, причисляемых к основоположникам системно-организационного мышления.

### Деятельность Л. фон Берталанфи и Society for General Systems Research
Общая теория систем была предложена Л. фон Берталанфи в 1930-е годы. Идея наличия общих закономерностей при взаимодействии большого, но не бесконечного числа физических, биологических и социальных объектов была впервые высказана Берталанфи в 1937 году на семинаре по философии в Чикагском университете. Однако первые его публикации на эту тему появились только после Второй мировой войны. Основной идеей Общей теории систем, предложенной Берталанфи, является признание изоморфизма законов, управляющих функционированием системных объектов. Фон Берталанфи также ввёл понятие и исследовал «открытые системы» — системы, постоянно обменивающиеся веществом и энергией с внешней средой.
...О собственно организации системного движения мы можем говорить лишь после второй мировой войны. Первым шагом в этом направлении явилось создание в 1954 г. в США «Общества исследований в области общей теории систем» («Society for General Systems Research»), возникшего в значительной степени в результате научной и организационной деятельности Л. фон Берталанфи.
Согласно Берталанфи, физические системы отличаются от живых образований тем, что закрыты по отношению к внешней среде, тогда как живые организмы являются открытыми. Жизненный процесс организмов предполагает наличие входящего из окружающей среды потока материи, тип и объём которого определяется в соответствии с системными характеристиками организма. Также осуществляется вывод из системы в окружающую среду материи, как результата функционирования системы. Таким образом организмы обеспечивают себе дополнительную энергию, которая позволяет достигать негэнтропии, а также обеспечивает устойчивость системы по отношению к среде. Так, уже «Берталанфи проводит различие между закрытыми системами (в них не поступает и из них не выделяется вещество; учитывается лишь возможность обмена энергией) и системами открытыми, в которых постоянно происходит ввод и вывод как энергии, так и вещества».

### Общая теория систем и Вторая мировая война
Одним из результатов Второй мировой войны было развитие ряда научно-технических исследований. Например, кибернетика возникла в результате исследований и разработок по автоматизации зенитных установок. Ряд учёных продолжают такие исследования, как «системный анализ» известной американской корпорации «RAND» (создана в 1948) и британское «исследование операций», к которым позже присоединяется и системная инженерия («системотехника» в советском переводе).
Так, во время Второй мировой войны около 1000 человек в Великобритании были заняты в разработках в области исследования операций. Около 200 таких исследований было выполнено для британской армии. Патрик Блэкетт работал в нескольких различных организациях в ходе войны. В начале войны, работая на королевскую британскую авиацию, он создал команду, известную как «Круг», работавшую по вопросам зенитной артиллерии.
Интеграция этих научно-технических направлений в основной состав общей теории систем обогатила и разнообразила её содержание.

### Послевоенный этап развития теории систем
В 1950—1970-е годы был предложен ряд новых подходов к построению общей теории систем учёными, принадлежащими к следующим областям научного знания:
- Философия: Георгий Щедровицкий[21] , Владислав Лекторский[22], Вадим Садовский[23], Игорь Блауберг[24], Эрик Юдин[25], Авенир Уёмов[26], Эрвин Ласло[27], Рассел Акофф[28], Михаил Сетров[29], Евгений Седов[30], Никита Серов[31], Геннадий Мельников[32].
- Математика: Алексей Ляпунов[33], Андрей Колмогоров[34], Михайло Месарович[35], Лотфи Заде[36], Рудольф Кальман[37]
- Биология: Пётр Анохин[38], Карл Тринчер[39], Армен Тахтаджян[40], Александр Левич[41], Юнир Урманцев[42], Виген Геодакян[43], Александр Малиновский.
- Психология и психиатрия: Вольф Мерлин, Уильям Эшби[44], Анатоль Рапопорт[45].
- Организационные исследования: Карл Вейк[46].
- Инженерно-технические науки: Джордж Клир[47], Рудольф Кальман, Стаффорд Бир[48].

### Синергетика в контексте теории систем
Нетривиальные подходы к изучению сложных системных образований выдвигает такое направление современной науки, как синергетика, предлагающая современную интерпретацию таких феноменов, как самоорганизация, автоколебания и коэволюция. Такие учёные, как Илья Пригожин и Герман Хакен, обращаются в своих исследованиях к динамике неравновесных систем, диссипативных структур и производства энтропии в открытых системах. Известный советский и российский философ Вадим Садовский комментирует ситуацию следующим образом:
Кардинальный поворот в этом отношении произошёл только в последней четверти XX в. Этот второй период развития современных системных исследований ещё не завершился. Его главная отличительная особенность состоит в переходе от исследования условий равновесия систем к анализу неравновесных и необратимых состояний сложных и сверхсложных систем.
Кроме того, стоит отметить книгу Н. Н. Заличева "Энтропия информации и сущность жизни" (1995), где рассматривается роль энтропии в самоорганизации живых систем. Заличев предлагает оригинальные подходы к анализу информации и её связи с биологическими процессами, что дополняет понимание синергетики в рамках общей теории систем. В частности, он вводит понятие элементарной семантической единицы (ЭСЕ) — минимальной единицы информации, которая имеет смысловое значение для системы. Это позволяет анализировать не только количественные, но и качественные аспекты информации, такие как её структура и семантика. Однако эти идеи, хотя и инновационные, остаются предметом дискуссий из-за сложности их формализации и проверки.

## Языки общей теории систем
Не секрет, что системное мышление осуществляется в широком диапазоне языковых средств —  это спектр от естественного языка и теории множеств, систем дифференциальных уравнений и теории категорий до зачатков «качественной математики» и «тектологического символизма» и соответствующих онтологий, что является непосредственным следствием сложнейшей дисциплинарной и профессиональной обстановки в развитии этого направления исследований. Отдельным феноменом системного мышления является такой формализм, как язык тернарного описания, разработанный А. И. Уёмовым. Как систематические труды по теории систем, так и учебные пособия, изобилуют графическими представлениями взаимодействия управляющих и управляемых систем (входные и выходные воздействия, шум, обратная связь на управляющую систему) и «пирамидальной» графикой иерархического устройства систем; нередко использование визуальных представлений из теории графов.

## Общесистемные принципы и законы
Как в трудах Людвига фон Берталанфи и в сочинениях Александра Богданова, так и в трудах менее значительных авторов, рассматриваются некоторые общесистемные закономерности и принципы функционирования и развития сложных систем. Среди таковых традиционно принято выделять:
- «гипотеза семиотической непрерывности». «Онтологическая ценность системных исследований, как можно думать, определяется гипотезой, которую можно условно назвать „гипотезой семиотической непрерывности“. Согласно этой гипотезе, система есть образ её среды. Это следует понимать в том смысле, что система как элемент универсума отражает некоторые существенные свойства последнего»:[57]:93. «Семиотическая» непрерывность системы и среды распространяется и за пределы собственно структурных особенностей систем, экстраполируясь также и на динамику их развёртывания. «Изменение системы есть одновременно и изменение её окружения, причём источники изменения могут корениться как в изменениях самой системы, так и в изменениях окружения. Тем самым исследование системы позволило бы вскрыть кардинальные диахронические трансформации окружения»[57]:94. В известном смысле данная гипотеза представляет собой лишь половину истины, поскольку в данном случае не берутся в расчёт собственные, внутренние потенциалы системного центра, собственно, и организующего процессы в системе, оформляющиеся на границе системного центра и его среды;
- «принцип обратной связи». Положение, согласно которому устойчивость в сложных динамических формах достигается за счёт замыкания петель обратной связи: «если действие между частями динамической системы имеет этот круговой характер, то мы говорим, что в ней имеется обратная связь»[58]:82. Принцип обратной афферентации, сформулированный академиком Анохиным П. К., являющийся в свою очередь конкретизацией принципа обратной связи, фиксирует что регулирование осуществляется «на основе непрерывной обратной информации о приспособительном результате»[59];
- «принцип организационной непрерывности» (А. А. Богданов) утверждает, что любая возможная система обнаруживает бесконечные «различия» на её внутренних границах, и, как следствие, любая возможная система принципиально разомкнута относительно своего внутреннего состава (то есть открыта к его поэлементной и даже комплексной модификации), и тем самым она связана в тех или иных цепях опосредования со всем универсумом — со своей средой, со средой среды и т. д. Данное следствие эксплицирует принципиальную невозможность «порочных кругов», понятых в онтологической модальности. «Мировая ингрессия в современной науке выражается как принцип непрерывности. Он определяется различно; тектологическая же его формулировка проста и очевидна: между всякими двумя комплексами вселенной, при достаточном исследовании устанавливаются промежуточные звенья, вводящие их в одну цепь ингрессии»[60]:122;
- «принцип совместимости» (М. И. Сетров), фиксирует, что «условием взаимодействия между объектами является наличие у них относительного свойства совместимости»[61], то есть относительной качественной и организационной однородности: так, прививка различных плодоносящих ветвей между различными плодовыми растениями возможна благодаря их относительной совместимости — но при этом трансплантация тканей от животного к человеку или даже между различными людьми в высшей степени проблематична, и стала возможной лишь в результате развития медицины на протяжении многих тысячелетий;
- «принцип взаимно-дополнительных соотношений» (сформулировал А. А. Богданов), дополняет закон расхождения, фиксируя, что «системное расхождение заключает в себе тенденцию развития, направленную к дополнительным связям»[60]:198. При этом смысл дополнительных соотношений целиком «сводится к обменной связи: в ней устойчивость целого, системы, повышается тем, что одна часть усваивает то, что дезассимилируется другой, и обратно. Эту формулировку можно обобщить и на все и всякие дополнительные соотношения»[60]:196. Дополнительные соотношения являются характерной иллюстрацией конституирующей роли замкнутых контуров обратных связей в определении целостности системы. Необходимой «основой всякой устойчивой системной дифференциации является развитие взаимно-дополнительных связей между её элементами»[62]. Данный принцип применим по отношению ко всем деривативам сложно организованных систем;
- «закон необходимого разнообразия» (У. Р. Эшби). Весьма образная формулировка этого принципа фиксирует, что «только разнообразие может уничтожить разнообразие»[58]:294. Очевидно, что рост разнообразия элементов систем как целых может приводить как к повышению устойчивости (за счёт формирования обилия межэлементных связей и обусловливаемых ими компенсаторных эффектов), так и к её снижению (связи могут и не носить межэлементного характера в случае отсутствия совместимости или слабой механизации, напр., и приводить к диверсификации);
- «закон иерархических компенсаций» (Е. А. Седов) фиксирует, что «действительный рост разнообразия на высшем уровне обеспечивается его эффективным ограничением на предыдущих уровнях»[63]. «Этот закон, предложенный российским кибернетиком и философом Е. Седовым, развивает и уточняет известный кибернетический закон Эшби о необходимом разнообразии»[64]. Из данного положения следует очевидный вывод: поскольку в реальных системах (в собственном смысле этого слова) первичный материал однороден, следовательно, сложность и разнообразие воздействий регуляторов достигается лишь относительным повышением уровня его организации. Ещё А. А. Богданов неоднократно указывал, что системные центры в реальных системах оказываются более организованными, чем периферические элементы: закон Седова лишь фиксирует, что уровень организации системного центра с необходимостью должен быть выше по отношению к периферическим элементам. Одной из тенденций развития систем является тенденция прямого понижения уровня организации периферических элементов, приводящая к непосредственному ограничению их разнообразия: «только при условии ограничения разнообразия нижележащего уровня можно формировать разнообразные функции и структуры находящихся на более высоких уровнях»[65], т.о. «рост разнообразия на нижнем уровне [иерархии] разрушает верхний уровень организации»[64]. В структурном смысле закон означает, что «отсутствие ограничений… приводит к деструктурализации системы как целого»[66], что приводит к общей диверсификации системы в контексте объемлющей её среды. В действительности данное положение прямо противоречит принципу взаимно-дополнительных соотношений А. Богданова: реально в процессе дифференциации происходит распределение функциональной нагрузки на элементы и подсистемы, и, как следствие, никакого ограничения разнообразия на нижних уровнях не происходит: применительно к жизни общества это означает, что «в его разделении труда обмен продуктов есть выражение обмена трудовых активностей. Земледелец тратит, т. е. дезассимилирует свою рабочую энергию на производство хлеба; общество "ассимилирует" эту самую энергию через потребление хлеба; в то же время другие трудовые элементы общества "дезассимилируют" другие виды рабочей энергии, производя иные продукты; а земледелец ассимилирует те виды энергии, потребляя их продукты, полученные в обмен на свой хлеб»[67]. Специализация элементов в границах системы распределяет по ним разнообразие возможностей, позволяя им функционировать в ней в гораздо более эффективном, нежели изолированном, виде, ярким примером чего является разделение труда в человеческом обществе.
- «принцип моноцентризма» (А. А. Богданов), фиксирует, что устойчивая система «характеризуется одним центром, а если она сложная, цепная, то у неё есть один высший, общий центр»[60]:273. Полицентрические системы характеризуются дисфункцией процессов координации, дезорганизованностью, неустойчивостью и т. д. Подобного рода эффекты возникают при наложении одних координационных процессов (пульсов) на другие, чем обусловлена утрата целостности;
- «закон минимума» (А. А. Богданов), обобщающий принципы Либиха и Митчерлиха, фиксирует: «устойчивость целого зависит от наименьших относительных сопротивлений всех его частей во всякий момент»[60]:146. «Во всех тех случаях, когда есть хоть какие-нибудь реальные различия в устойчивости разных элементов системы по отношению к внешним воздействиям, общая устойчивость системы определяется наименьшей её частичной устойчивостью»[68]. Именуемое также «законом наименьших относительных сопротивлений», данное положение является фиксацией проявления принципа лимитирующего фактора (также известного как принцип узкого места): темпы восстановления устойчивости комплекса после нарушающего её воздействия определяются наименьшими частичными, а так как процессы локализуются в конкретных элементах, устойчивость систем и комплексов определены устойчивостью слабейшего её звена (элемента); в конечном счёте экспликация закона минимума приводит к становлению теории ограничений  Элияху Голдратта;
- «принцип внешнего дополнения» (выведен Ст. Биром) «сводится к тому, что в силу теоремы неполноты Гёделя любой язык управления в конечном счёте недостаточен для выполнения стоящих перед ним задач, но этот недостаток может быть устранён благодаря включению „чёрного ящика“ в цепь управления»[69]. Непрерывность контуров координации достигается лишь посредством специфического устройства гиперструктуры, древовидность которой отражает восходящую линию суммации воздействий. Каждый координатор встроен в гиперструктуру так, что передаёт по восходящей лишь частичные воздействия от координируемых элементов (например, сенсоров). Восходящие воздействия к системному центру подвергаются своеобразному «обобщению» при суммации их в сводящих узлах ветвей гиперструктуры. Нисходящие по ветвям гиперструктуры координационные воздействия (например, к эффекторам) асимметрично восходящим подвергаются «разобобщению» локальными координаторами: дополняются воздействиями, поступающими по обратным связям от локальных процессов. Иными словами, нисходящие от системного центра координационные импульсы непрерывно специфицируются в зависимости от характера локальных процессов за счёт обратных связей от этих процессов.
- «теорема о рекурсивных структурах» (Ст. Бир) предполагает, что в случае, «если жизнеспособная система содержит в себе жизнеспособную систему, тогда их организационные структуры должны быть рекурсивны»[70];
- «закон расхождения» (Г. Спенсер), также известный как принцип цепной реакции: активность двух тождественных систем имеет тенденцию к прогрессирующему накоплению различий. При этом «расхождение исходных форм идёт „лавинообразно“, вроде того как растут величины в геометрических прогрессиях, — вообще, по типу ряда, прогрессивно восходящего»[60]:186. Закон имеет и весьма продолжительную историю: «как говорит Г. Спенсер, „различные части однородной агрегации неизбежно подвержены действиям разнородных сил, разнородных по качеству или по напряжённости, вследствие чего и изменяются различно“. Этот спенсеровский принцип неизбежно возникающей разнородности внутри любых систем… имеет первостепенное значение для тектологии»[71]. Ключевая ценность данного закона заключается в понимании характера накопления «различий», резко непропорционального периодам действия экзогенных факторов среды.
- «закон опыта» (У. Р. Эшби) охватывает действие особого эффекта, частным выражением которого является то, что «информация, связанная с изменением параметра, имеет тенденцию разрушать и замещать информацию о начальном состоянии системы»[58]:198. Общесистемная формулировка закона, не связывающая его действие с понятием информации, утверждает, что постоянное «единообразное изменение входов некоторого множества преобразователей имеет тенденцию уменьшать разнообразие этого множества»[58]:196 — в виде множества преобразователей может выступать как реальное множество элементов, где воздействия на вход синхронизированы, так и один элемент, воздействия на который рассредоточены в диахроническом горизонте (если линия его поведения обнаруживает тенденцию возврата к исходному состоянию, и т.с. он описывается как множество). При этом вторичное, дополнительное «изменение значения параметра делает возможным уменьшение разнообразия до нового, более низкого уровня»[58]:196; более того: сокращение разнообразия при каждом изменении обнаруживает прямую зависимость от длины цепи изменений значений входного параметра. Данный эффект в рассмотрении по контрасту позволяет более полным образом осмыслить закон расхождения А. А. Богданова — а именно положение, согласно которому «расхождение исходных форм идёт „лавинообразно“»[60]:197, то есть в прямой прогрессирующей тенденции: поскольку в случае единообразных воздействий на множество элементов (то есть «преобразователей») не происходит увеличения разнообразия проявляемых ими состояний (и оно сокращается при каждой смене входного параметра, то есть силы воздействия, качественных сторон, интенсивности и т. д.), то к первоначальным различиям уже не «присоединяются несходные изменения»[60]:186. В этом контексте становится понятным, почему процессы, протекающие в агрегате однородных единиц имеют силу к сокращению разнообразия состояний последних: элементы подобного агрегата «находятся в непрерывной связи и взаимодействии, в постоянной конъюгации, в обменном слиянии активностей. Именно постольку же и происходит, очевидно выравнивание развивающихся различий между частями комплекса»[60]:187: однородность и однотипность взаимодействий единиц поглощают какие-либо внешние возмущающие воздействия и распределяют неравномерность по площади всего агрегата.
- «принцип прогрессирующей сегрегации» (Л. фон Берталанфи[72]) означает прогрессирующий характер потери взаимодействий между элементами в ходе дифференциации, однако к оригинальной версии принципа следует добавить тщательно замалчиваемый Л. Фон Берталанфи момент: в ходе дифференциации глобальное управление системой осуществляется промежуточным образом из системного центра через каналы взаимодействий между элементами. Понятно, что происходит потеря части автономных взаимодействий между элементами (регулирование части процессов переходит на более высокий уровень — напр., общепринятая в любом регионе Конституция), что существенным образом трансформирует принцип. Данный эффект оказывается потерей «совместимости», что компенсируется интегрирующими процессами: «каждая дифференсиация — это локальная интеграция, локальное решение, соединяющееся с другими в системе решения или глобальной интеграции…»[73]. Является немаловажным то обстоятельство, что сам процесс дифференциации в принципе нереализуем вне централистически регулируемых процессов (в противном случае гетеробатмия едва была бы преодолимой): «расхождение частей» с необходимостью не может быть простой потерей взаимодействий, и комплекс не может превращаться в некое множество «независимых каузальных цепей»[74], где каждая такая цепь развивается самостоятельно вне зависимости от остальных: системный центр упорядочивает процессы взаимодействия подсистем и элементов, внося последовательность в протекание этих процессов — значительная часть непосредственных взаимодействий между элементами в ходе дифференциации действительно ослабевает по причине их промежуточного упорядочения центром, но функционирование системы как целого обеспечивается интеграцией. Таким образом достигается оптимальный баланс централизации и децентрализации, дифференциации и интеграции.
- «принцип прогрессирующей механизации» (Л. фон Берталанфи) является важнейшим концептуальным моментом. В развитии систем «части становятся фиксированными по отношению к определённым механизмам»[75]. Первичные регуляции элементов в исходном агрегате «обусловлены динамическим взаимодействием внутри единой открытой системы, которая восстанавливает своё подвижное равновесие. На них накладываются в результате прогрессирующей механизации вторичные механизмы регуляции, управляемые фиксированными структурами преимущественно типа обратной связи»[76]. Существо этих фиксированных структур было обстоятельно рассмотрено Богдановым А. А. и наименовано «дегрессией»: в ходе развития систем формируются особые «дегрессивные комплексы», фиксирующие процессы в связанных с ними элементах (то есть ограничивающие разнообразие изменчивости, состояний и процессов). Таким образом, если закон Седова фиксирует ограничение разнообразия элементов нижних функционально-иерархических уровней системы, то принцип прогрессирующей механизации обозначает пути ограничения этого разнообразия — образование устойчивых дегрессивных комплексов: «„скелет“, связывая пластичную часть системы, стремится удержать её в рамках своей формы, а тем самым задержать её рост, ограничить её развитие»[77], снижение интенсивности обменных процессов, относительная дегенерация локальных системных центров и т. д. Функции дегрессивных комплексов не исчерпываются механизацией (как ограничением разнообразия собственных процессов систем и комплексов), но также распространяются на ограничение разнообразия внешних процессов.
- «принцип актуализации функций» (впервые сформулировал М. И. Сетров) также фиксирует весьма нетривиальное положение. «Согласно этому принципу объект выступает как организованный лишь в том случае, если свойства его частей (элементов) проявляются как функции сохранения и развития этого объекта»[78], или: «подход к организации как непрерывному процессу становления функций её элементов может быть назван принципом актуализации функций»[79].Таким образом, принцип актуализации функций фиксирует, что тенденция развития систем есть тенденция к поступательной функционализации их элементов; само существование систем и обусловлено непрерывным становлением функций их элементов.

## Общая теория систем и другие науки о системах
Сам фон Берталанфи считал, что следующие научные дисциплины имеют (отчасти) общие цели или методы с теорией систем:
- Кибернетика — наука об общих закономерностях процессов управления и передачи информации в различных системах, будь то машины, живые организмы или общество.
- Теория информации — раздел прикладной математики, аксиоматически определяющий понятие информации[80], её свойства и устанавливающий предельные соотношения для систем передачи данных.
- Теория игр, анализирующая в рамках особого математического аппарата рациональную конкуренцию двух или более противодействующих сил с целью достижения максимального выигрыша и минимального проигрыша.
- Теория принятия решений, анализирующая рациональные выборы внутри человеческих организаций.
- Топология, включающая неметрические области, такие, как теория сетей и теория графов.
- Факторный анализ, то есть процедуры выделения факторов в многопеременных явлениях в социологии и других научных областях.
- Общая теория систем в узком смысле, пытающаяся вывести из общих определений понятия «система», ряд понятий, характерных для организованных целых, таких как взаимодействие, сумма, механизация, централизация, конкуренция, финальность и т. д., и применяющая их к конкретным явлениям.
- Системология — наука о системности мира и единая теория систем, основания (категории, понятия) описания, анализа, проектирования и управления системами и системными связями в сложных иерархичных структурах и системах в теории и практике.

### Прикладные науки о системах
Принято выделять коррелят[что?] теории систем в различных прикладных науках, именующимися иногда науками о системах, или системной наукой (англ. Systems Science). В прикладных науках о системах выделяются следующие области и дисциплины:
- Системная инженерия (англ. Systems Engineering) — направление науки и техники, охватывающего проектирование, создание, испытание и эксплуатацию сложных систем технического и социально-технического характера (см также системотехника).
- Исследование операций (англ. Operations research) — научное управление существующими системами людей, машин, материалов, денег и т. д.
- Инженерная психология (англ. Engineering psychology).
- Теория полевого поведения Курта Левина.
- СМД-методология Г. П. Щедровицкого.
- Теория интегральной индивидуальности Вольфа Мерлина, основанная на теории Берталанфи.

## Критика
Известный советский физиолог Пётр Анохин, ученик академика И. П. Павлова, уточняя вопросы применения теории систем, в определённой мере критиковал универсальность статуса теории систем:

Ознакомившись подробно со всеми публикациями Общества общей теории систем (Society of General Systems Theory), можно с уверенностью утверждать, что теоретическая неопределённость, отсутствие связи с конкретными научными дисциплинами и неконструктивность основных положений непосредственно для исследовательской работы являются следствием игнорирования основной проблемы системологии — раскрытия системообразующего фактора. Без определения этого фактора ни одна концепция по теории систем не может быть плодотворной. Трудно допустить без него существование какой-либо теории систем и прежде всего общей теории систем. .. Так, например, можно утверждать, что термин общая, применённый к теории систем Берталанфи, не имеет достаточного логического обоснования. Именно это чрезвычайно ограничивает её конструктивное использование в научно-исследовательском процессе. ... отсутствие системообразующего фактора, не даёт возможности установить изоморфность между явлениями различного класса, а следовательно, и не может сделать теорию общей. Именно этот недостаток бросается в глаза при изучении аргументов сторонников общей теории систем. И это же обстоятельство неизменно препятствует общей теории систем стать инструментом конкретного научного исследования.
Известные советские и российские философы В. Н. Садовский, И. В. Блауберг, и Э. Г. Юдин критиковали предметную неопределённость общей теории систем в широком смысле:

В широком смысле «общая теория систем» выступает у Берталанфи как основополагающая, фундаментальная наука, охватывающая всю совокупность проблем, связанных с исследованием и конструированием систем... «Общая теория систем», таким образом, выступает в этом случае как обширный комплекс научных дисциплин. Следует, однако, отметить, что при таком истолковании в известной мере теряется определённость задач теории систем и её содержания. Строго научной концепцией (с соответствующим аппаратом, средствами и т. д.) можно считать лишь «общую теорию систем» в узком смысле. Что же касается «общей теории систем» в широком смысле, то она или совпадает с «общей теорией систем» в узком смысле (один аппарат, одни исследовательские средства и т. д.), или представляет собой действительное расширение и обобщение «общей теории систем» в узком смысле и аналогичных дисциплин, однако тогда встаёт вопрос о развёрнутом представлении её средств, методов, аппарата и т. д. Без ответа на этот вопрос «общая теория систем» в широком смысле фактически остаётся лишь некоторым проектом (пусть даже очень заманчивым) и вряд ли может быть развита в строгую научную теорию.
Некоторые концепции, предложенные в рамках Общей теории систем (ОТС), остаются предметом научной дискуссии и требуют дополнительной эмпирической проверки. Например, в работе Николая Николаевича Заличева "Энтропия информации и сущность жизни" (1995) были предложены такие идеи, как "квант снижения стохастичности"* и "информационный фантом"**.
```
   *"Квант снижения стохастичности" — это гипотетическая единица, которая, по мнению Заличева, описывает уменьшение неопределённости (хаоса) в системах. Автор предполагает, что такие "кванты" играют ключевую роль в процессах самоорганизации, например, в биологических системах.
   **"Информационный фантом" — это концепция, описывающая скрытые, неявные информационные структуры, которые, согласно Заличеву, влияют на поведение системы, но не могут быть непосредственно измерены или наблюдаемы.
```

Эти идеи, хотя и интересны с теоретической точки зрения, пока не получили достаточного экспериментального подтверждения. Их сложность и неоднозначность интерпретации делают их сомнительными, что подчеркивает необходимость дальнейших исследований и более строгой проверки подобных концепций в рамках ОТС.

### Книги на русском языке
- Акоф Р. Л., Сасиени М. Основы исследования операций / Пер. с англ. — М.: Мир, 1971. — 536 с.
- Анохин П. К. Узловые вопросы теории функциональных систем. — М.: Наука, 1980.
- Белоусов В. А. Философская категория связи: объективно-диалектическое содержание и методологическое значение. - ИД Дальневосточного федерального ун-та, 2013. - 205 с. - ISBN 978-5-7444-0262-4
- Бехтерев В. М. Избранные работы по социальной психологии. — М.: Наука, 1994. — 400 с. — (Памятники психологической мысли) ISBN 5-02-013392-2
- Бир Ст. Кибернетика и менеджмент. Перевод с англ. В. Я. Алтаева / Под ред. А. Б. Челюсткина. Предисл. Л. Н. Отоцкого. Изд. 2-е. — М.: КомКнига, 2006. — 280 с. ISBN 5-484-00434-9
- Бир Ст. Мозг фирмы. Перевод с англ. М. М. Лопухина, Изд. 2-е, стереотипное. — М.: Едиториал УРСС, 2005. — 416 с. ISBN 5-354-01065-9
- Блауберг И. В., Юдин Э. Г. Становление и сущность системного подхода. М., 1973.
- Богданов А. А. Вопросы социализма: работы разных лет. — М.: Политиздат, 1990. — 479 с. — (Библиотека социалистической мысли) ISBN 5-250-00982-4
- Богданов А. А. Тектология: Всеобщая организационная наука. Международный институт Александра Богданова. Редколлегия В. В. Попков (отв. ред.) и др. Сост., предисловие и комментарии Г. Д. Гловели. Послесловие В. В. Попкова. — М.: Финансы, 2003. ISBN 5-94513-004-4

Классический труд в области организационной теории и принципов управления. Богданов показывает, что «весь опыт науки убеждает нас, что возможность и вероятность решения задач возрастают при их постановке в обобщённой форме» (С. 23)

- Богданов А. А. Эмпириомонизм: статьи по философии / Отв. ред. В. Н. Садовский. Послесловия В. Н. Садовского; А. Л. Андреева и М. А. Маслина. — М.: Республика, 2003. — 400 с. — (Мыслители XX века) ISBN 5-250-01855-6
- Бодрийяр Ж. Символический обмен и смерть. — М.: Добросвет, 2000. — 387 с. ISBN 5-7913-0047-6

«В 1963 году советский математик Ляпунов доказал, что во всех живых системах происходит передача по точно установленным каналам небольшого количества энергии или материи, содержащего огромный объём информации, которая в дальнейшем отвечает за контроль больших количеств энергии и материи. В подобной перспективе многие феномены, как биологические, так и культурные (накопление, обратная связь, каналы передачи сообщений и другие), могут рассматриваться как различные аспекты обработки информации… Пять лет назад я привлек внимание к взаимосближению генетики и лингвистики — автономных, но параллельных дисциплин в более широком ряду наук о коммуникации (к которому принадлежит также зоосемиотика). Терминология генетики полна выражений, взятых из лингвистики и теории информации (Якобсон 1968, подчеркнувший как основные сходства, так и существенные структурно-функциональные различия между генетическим и вербальным кодом)… Таким образом, и язык и живые системы можно описывать с единой кибернетической точки зрения» (С. 128)

- Босенко В. А. Общая теория развития. — Киев, 2001. — 470 с. ISBN 966-622-035-0
- Винер Н. Кибернетика, или управление и связь в животном и машине / Пер. с англ. И. В. Соловьева и Г. Н. Поварова. Под ред. Г. Н. Поварова. — 2-е издание. — М.: «Наука»; Главная редакция изданий для зарубежных стран, 1983. — 344 с.
- Волкова В. Н. Теория систем и системный анализ: учебник для академического бакалавриата, 2-е изд / В. Н. Волкова, А. А. Денисов. — М.: «Юрайт», 2014. — 616 с., ил. ISBN 978-5-9916-4213-2
- Гастев А. К. Как надо работать. Практическое введение в науку организации труда. Изд. 2-е. М, «Экономика», 1972. — 478 с.
- Гиг ван Дж. Прикладная общая теория систем. В 2-х кн. Пер. с англ. под ред. к.ф.-м.н. Б.Г. Сушкова и д-ра философ. наук В.С. Тюхтина. М.: Мир, 1981 г. Кн. 1. 336 с. и Кн. 2. 733 с.
- Жилин Д. М. Теория систем: опыт построения курса. Изд. 4-е, испр. — М.: «ЛКИ», 2007. — 184 с. ISBN 978-5-382-00292-7
- Заличев Н. Н. Энтропия информации и сущность жизни. — М.: Радиоэлектроника, 1995. — 192 с.
- Качала В. В. Основы теории систем и системного анализа. Учебное пособие для вузов. — М.: «Горячая линия» — Телеком, 2007. — 216 с.: ил. ISBN 5-93517-340-9
- Керженцев П. М. Принципы организации. (Избранные произведения). М.: «Экономика», 1968. — 464 с.
- Колмогоров А. Н. Теория информации и теория алгоритмов. — М.: «Наука», 1987. — 304 с.
- Лефевр В. А. Рефлексия. — М., «Когито-Центр», 2003. — 496 с. ISBN 5-89353-053-5
- Малиновский А. А. Тектология. Теория систем. Теоретическая биология. — М.: «Эдиториал УРСС», 2000. — 488 с. (Философы России XX века) ISBN 5-8360-0090-5
- Мамчур Е. А., Овчинников Н. Ф., Уемов А. И. Принцип простоты и меры сложности. — М.: Наука, 1989. — 304 с. ISBN 5-02-007942-1
- Марков Ю. Г. Функциональный подход в современном научном познании. — Новосибирск: «Наука», 1982.
- Мельников, Г. П. Системология и языковые аспекты кибернетики. — М.: «Советское радио», 1978. — 368 с.
- Месарович М. Общая теория систем: математические основы / М. Месарович, Я. Такахара; Пер. с англ. Э. Л. Наппельбаума; под ред. В. С. Емельянова. — М.: «Мир», 1978.
- Месарович М. Теория иерархических многоуровневых систем. Пер. с англ. Под ред. И. Ф. Шахнова. Предисл. чл.-кор. АН СССР Г. С. Поспелова. М.: «Мир», 1973.
- Месарович М., Такахара Я. Общая теория систем: математические основы. Пер. с англ. — М.: «Мир», 1978. — 311 с.
- Морз Ф., Кимбелл Дж.. Методы исследования операций. Пер. с англ. И. А. Полетаева и К. Н. Трофимова. Под ред. А. Ф. Горохова. — М.: «Советское радио», 1956.
- Николаев В. И., Брук В. М. Системотехника: методы и приложения. Ленинград: «Машиностроение», 1985.
- Оптнер С. Л. Системный анализ для решения деловых и промышленных проблем. Пер. с англ. С. П. Никанорова. М.: «Советское радио», 1969. — 216 с.
- Пригожин И., Стенгерс И. Порядок из хаоса: Новый диалог человека с природой. М.: «Прогресс», 1986.
- Пригожин И. От существующего к возникающему: Время и сложность в физических науках. М.: «Наука», 1985.
- Редько В. Г. Эволюционная кибернетика / В. Г. Редько. — М.: «Наука», 2003. — 156 с. — (Информатика: неограниченные возможности и возможные ограничения) ISBN 5-02-032793-X
- Садовский В. Н. Основания общей теории систем: логико-методологический анализ. М.: «Наука», 1974.
- Сетров М. И. Общие принципы организации систем и их методологическое значение. Л.: «Наука», 1971.
- Системный анализ и принятие решений: Словарь-справочник: Учеб. пособие для вузов / Под. Ред. В. Н. Волковой, В. Н. Козлова. — М.: «Высшая школа», 2004. — 616 с.: ил., с.96. ISBN 5-06-004875-6
- Системный подход и психиатрия. Сборник статей. Минск: «Высшая школа», 1976.
- Тахтаджян А.Л. Principia Tectologica. Принципы организации и трансформации сложных систем: эволюционный подход. — Изд. 2-е, перераб. и доп.. — СПб.: Издательство СПФХА, 2001. — 121 с. — 500 экз. — ISBN 5-8085-0119-9. Архивировано 4 марта 2016 года.
- Тринчер К. С. Биология и информация: элементы биологической термодинамики. М.: «Наука», 1965.
- Уемов А. И. Системный подход и общая теория систем. — М.: Мысль, 1978. — 272 с.

Одна из основных работ А. И. Уемова, в которой изложен его вариант ОТС — Параметрическая общая теория систем, и её формальный аппарат — язык тернарного описания (ЯТО), а также наиболее полный перечень системных закономерностей.

- Хомяков П. М. Системный анализ: краткий курс лекций / Под ред. В. П. Прохорова. Изд. 2-е, стереотипное. — М.: «КомКнига», 2007. — 216 с. ISBN 978-5-484-00849-0, ISBN 5-484-00849-2
- Щедровицкий Г. П. Избранные труды. — М.: «Школа культурной политики», 1995. — 800 с. ISBN 5-88969-001-9
- Эшби У. Р. Введение в кибернетику: пер. с англ. / под. ред. В. А. Успенского. Предисл. А. Н. Колмогорова. Изд. 2-е, стереотипное. — М.: «КомКнига», 2005. — 432 с. ISBN 5-484-00031-9
- Юдин Э. Г. Системный подход и принцип деятельности: методологические проблемы современной науки. АН СССР, Институт истории естествознания и техники. М.: «Наука», 1978.

### Учебники на русском языке
- Моисеев Н. Н. Математические задачи системного анализа: (учеб. пособие для вузов по спец. «Прикл. математика»). — М.: Наука, 1981. — 487 с.
- Уёмов А. И., Цофнас А. Ю., Сараева И.Н. Общая теория систем для гуманитариев. Учебное пособие (на русском яз.). — Warszawa: Uniwersitas Rediviva, 2001. — 276 c. ISBN 83-916398-0-0

### Статьи на русском языке
Русскоязычная периодическая литература даёт богатые материалы для исследований в области теории систем. В первую очередь, центральными изданиями стали классический журнал «Вопросы философии» и ежегодник «Системные исследования. Методологические проблемы». Кроме того, целое множество глубоких и значимых трудов опубликовано в таких изданиях, как «Исследования по общей теории систем», «Проблемы кибернетики», «Принципы самоорганизации» и пр., ценность которых не утрачена и в настоящее время.
Статьи в журнале «Вопросы философии»
- Веденов М. Ф., Кремянский В. И. О специфике биологических структур // Вопросы философии, 1965, № 1, С. 84-94.
- Ковалёв И. Ф. Второй закон термодинамики в индивидуальной и общей эволюции живых систем // Вопросы философии, 1964, № 5, С. 113-119.
- Кремянский В. И. Возникновение организации материальных систем // Вопросы философии, 1967, № 3, С. 53-64.
- Левич А. П. Субституционное время естественных систем // Вопросы философии, 1996, № 1, С. 57-69.

Автор показывает, как теория систем «позволяет эксплицировать свойства времени, задаваемые конкретными структурами систем, но приводит к „неразличимости“ темпоральных свойств объектов на нижележащих уровнях строения» (С. 63)

- Лекторский В. А., Садовский В. Н. О принципах исследования систем // Вопросы философии, 1960, № 8, С. 67-79.
- Моисеев Н. Н. Тектология А. А. Богданова — современные перспективы // Вопросы философии, 1995, № 8, С. 8-13.
- Пригожин И. Р. Философия нестабильности // Вопросы философии, 1991, № 6, С. 46-57.
- Серов Н. К. О диахронической структуре процессов // Вопросы философии, 1970, № 7, С. 72-80.

В статье рассматриваются категории структурного анализа процессов: диахронические структура и модуль процесса, календарного репера, суперпозиции и т. д.

- Спиркин А. Г., Сазонов Б. В. Обсуждение методологических проблем исследования систем и структур // Вопросы философии, 1964, № 1, С. 158-162.
- Тринчер К. С. Существование и эволюция живых систем и второй закон термодинамики // Вопросы философии, 1962, № 6, С. 154-162.
- Урманцев Ю. А. Природа адаптации (системная экспликация) // Вопросы философии, 1998, № 12.
- Урманцев Ю. А., Трусов Ю. П. О свойствах времени // Вопросы философии, 1961, № 5, С. 58-70.
- Эшби У. Р. Применение кибернетики в биологии и социологии // Вопросы философии, 1958, № 12, С. 110-117.

Рассматриваются некоторые из общесистемных законов, например, принцип Майера. «Он гласит, что определённые процессы (такие, как перпетуум-мобиле и создание энергии из ничего) невозможны» (С. 112)

Статьи в ежегоднике «Системные исследования. Методологические проблемы»
- Берталанфи Л. фон. История и статус общей теории систем. В кн.: Системные исследования. Методологические проблемы. Ежегодник. — М.: «Наука», 1973, С. 20-37.
- Берталанфи Л. фон. Общая теория систем — обзор проблем и результатов. В кн.: Системные исследования. Методологические проблемы. Ежегодник. — М.: «Наука», 1969. — 203 с., С.30-54.

Даётся некоторая информация относительно процессов сегрегации и механизации, а также «проблемы порядка, организации, целостности, телеологии и т. д., которые демонстративно исключались из рассмотрения в механистической науке» (С. 37)

- Блауберг И. В., Садовский В. Н., Юдин Э. Г. Системные исследования и общая теория систем. В кн.: Системные исследования. Ежегодник. — М.: «Наука», 1973, С. 7-29.
- Веденов М. Ф., Кремянский В. И. К анализу общих и биологических принципов самоорганизации. В кн.: Системные исследования. Ежегодник. — М.: «Наука», 1969. — 203 с., С. 140-155.

Рассматриваются основы устройства систем, в частности — «принципы надстраивания и снятия» (С. 142)

- Виноградов В. А., Гинзбург Е. Л. Система, её актуализация и описание. В кн.: Системные исследования. Ежегодник. — М.: «Наука», 1971, 280 с., С. 93-102.
- Гаазе-Рапопорт М. Г. Кибернетика и теория систем. В кн.: Системные исследования. Методологические проблемы. Ежегодник. — М.: «Наука», 1973, С. 63-75.
- Геодакян В. А. Организация систем живых и неживых. В кн.: Системные исследования. Методологические проблемы. Ежегодник. — М.: «Наука», 1970, С. 49-62.
- Геодакян В. А. Системно-эволюционная трактовка асимметрии мозга. В кн.: Системные исследования. Методологические проблемы. Ежегодник. — М.: «Наука», 1986, С. 355—376.
- Каган М. С. Система и структура. — В кн.: Системные исследования; Методологические проблемы. Ежегодник. М.: 1983, С. 86-106.
- Ляпунов А. А. Связь между строением и происхождением управляющих систем. В кн.: Системные исследования. Методологические проблемы. Ежегодник. — М.: «Наука», 1973, С. 251-257.
- Месарович М. Теория систем и биология: точка зрения теоретика. В кн.: Системные исследования. Ежегодник. — М.: «Наука», 1970. — 208 с., С. 137-163.
- Рапопорт А. Различные подходы к общей теории систем. В кн.: Системные исследования. Ежегодник. — М.: «Наука», 1969. — 203 с., С. 55-80.
- Садовский В. Н. Парадоксы системного мышления. В кн.: Системные исследования. Методологические проблемы. Ежегодник. — М.: «Наука», 1973, С. 133-146.
- Садовский В. Н. Смена парадигм системного мышления. В кн.: Системные исследования. Методологические проблемы. Ежегодник. 1992—1994. М., 1996, С. 64-78.
- Сетров М. И. Степень и высота организации систем. В кн.: Системные исследования. Ежегодник. — М.: «Наука», 1969. — 203 с., С. 156-168.
- Тахтаджян А. Л. Тектология: история и проблемы. В кн.: Системные исследования. Ежегодник. — М.: «Наука», 1971, 280 с., С. 200-277.

Обобщаются организационные законы, выведенные А. А. Богдановым. Например, «основой всякой устойчивой системной дифференциации является развитие взаимно-дополнительных связей между её элементами» (С. 273).

- Уёмов А. И. Логический анализ системного подхода к объектам и его место среди других методов исследования. В кн.: Системные исследования. Ежегодник. — М.: «Наука», 1969. — 203 с., С.80-96.
- Урманцев Ю. А. Опыт аксиоматического построения общей теории систем // Системные исследования: 1971. М., 1972, С. 128-152.

Статьи в иных специализированных изданиях«Исследования по общей теории систем», «Проблемы кибернетики», «Принципы самоорганизации»
- Акоф Р. Л. Системы, организации и междисциплинарные исследования. В кн.: Исследования по общей теории систем. Сборник переводов. М.: «Прогресс», 1969, С. 143-164.
- Акоф Р. Л. Общая теория систем и исследование систем как противоположные концепции науки о системах. В кн.: Общая теория систем. Пер. с англ. В. Я. Алтаева и Э. Л. Наппельбаума. М.: «Мир», 1966, С. 66-80.
- Берталанфи Л. фон. Общая теория систем — критический обзор. В кн.: Исследования по общей теории систем. Сборник переводов. М.: «Прогресс», 1969, С. 23-82.
- Боулдинг К. Общая теория систем — скелет науки. В кн.: Исследования по общей теории систем. Сборник переводов. М.: «Прогресс», 1969, С. 106-124.
- Волкова В. Н. Диффузная (плохо организованная) система. В кн.: Системный анализ и принятие решений: Словарь-справочник: Учеб. пособие для вузов / Под. Ред. В. Н. Волковой, В. Н. Козлова. — М.: «Высшая школа», 2004. — 616 с.: ил., С. 96. ISBN 5-06-004875-6
- Волкова В. Н. Информационная инфраструктура. В кн.: Системный анализ и принятие решений: Словарь-справочник: Учеб. пособие для вузов / Под. Ред. В. Н. Волковой, В. Н. Козлова. — М.: «Высшая школа», 2004. — 616 с.: ил., С. 158-161. ISBN 5-06-004875-6
- Дреник Р. Принцип причинности и прогнозируемость сигналов. В кн.: Общая теория систем. Пер. с англ. В. Я. Алтаева и Э. Л. Наппельбаума. М.: «Мир», 1966, С. 158-170.
- Капралов М. В. Тектологическое правило поведения самовоспроизводящихся систем. В кн.: Тектологический альманах. Выпуск I. Международный институт А.Богданова / Ред. коллегия Г. Д. Гловели, В. Д. Мехряков, В. В. Попков. М.: «2000», С. 121-127.
- Ланге О. Целое и развитие в свете кибернетики. В кн.: Исследования по общей теории систем. Сборник переводов. М.: «Прогресс», 1969, С. 181-251.
- Левич А. П. Энтропийная параметризация времени в общей теории систем. В кн.: Системный подход в современной науке. — М.: «Прогресс-Традиция», 2004. — 560 с., С. 167-190. ISBN 5-89826-146-X

Автор показывает, каким образом «теоретико-категорное описание систем не требует обязательной экспликации естественной системы математической структурой. Возможно „качественное“ категорное описание систем, то есть перечисление и описание состояний системы, а также всех переходов между состояниями…» (С. 177)

- Ляпунов А. А. Об управляющих системах живой природы // Проблемы кибернетики, сб. № 10. Государственное издательство физико-математической литературы: 1963, С. 179-193.
- Рапопорт А. Замечания по поводу общей теории систем. В кн.: Общая теория систем. Пер. с англ. В. Я. Алтаева и Э. Л. Наппельбаума. М.: «Мир», 1966, С. 179-182.
- Рапопорт А. Математические аспекты абстрактного анализа систем. В кн.: Исследования по общей теории систем. Сборник переводов. М.: «Прогресс», 1969, С. 83-105.
- Садовский В. Н. История создания, теоретические основы и судьба эмпириомонизма А. А. Богданова. Послесловие к кн.: Эмпириомонизм: статьи по философии / Отв. ред. В. Н. Садовский. Послесловия В. Н. Садовского; А. Л. Андреева и М. А. Маслина. — М.: «Республика», 2003. — 400 с. — (Мыслители XX века), С. 340-365.
- Садовский В. Н. Людвиг фон Берталанфи и развитие системных исследований в XX веке. В кн.: Системный подход в современной науке. — М.: «Прогресс-Традиция», 2004. — 560 с., С. 7-36. ISBN 5-89826-146-X
- Садовский В. Н. Общая теория систем как метатеория. XIII международный конгресс по истории науки. М.: «Наука», 1971.
- Седов Е. А. Информационно-энтропийные свойства социальных систем // Общественные науки и современность, № 5, 1993, С. 92-100.
- Седов Е. А. Части и целое в биосистемах: чего не знал Л. фон Берталанфи. В кн.: Системный подход в современной науке. — М.: «Прогресс-Традиция», 2004. — 560 с., С. 504-508. ISBN 5-89826-146-X
- Сетров М. И. Принцип системности и его основные понятия. В кн.: Проблемы методологии системного исследования. М.: «Мысль», 1970, С. 49-63.
- Уёмов А. И. Л. фон Берталанфи и параметрическая общая теория систем. В кн.: Системный подход в современной науке. — М.: «Прогресс-Традиция», 2004. — 560 с., С. 37-52. ISBN 5-89826-146-X
- Штеренберг М. И. Начала содержательной теории систем. В кн.: Системный подход в современной науке. — М.: «Прогресс-Традиция», 2004. — 560 с., С. 525-548. ISBN 5-89826-146-X
- Шушпанов А. Н. Всеобщая организационная наука и «органическое» мышление. В кн.: Тектологический альманах. Выпуск I. Международный институт А. Богданова / Ред. коллегия Г. Д. Гловели, В. Д. Мехряков, В. В. Попков. М.: «2000», С. 325-329.
- Харин Ю. А. Закон отрицания отрицания // Философские науки, № 4, 1979, С. 110-119.

Автор рассматривает применение категорий диалектики к анализу сложных систем. «В отличие от деструкции, снятие понимается как отрицание системы с удержанием, сохранением и преобразованием каких-либо её структурных элементов в новом явлении» (С. 110)

- Цирель С. «QWERTY-эффекты», «Path Dependence» и закон иерархических компенсаций // Вопросы экономики, № 8, 2005, С. 19-26.
- Черчмен Ч. Один подход к общей теории систем. В кн.: Общая теория систем. Пер. с англ. В. Я. Алтаева и Э. Л. Наппельбаума. М.: «Мир», 1966, С. 183-186.
- Эшби У. Р. Несколько замечаний. В кн.: Общая теория систем. Пер. с англ. В. Я. Алтаева и Э. Л. Наппельбаума. М.: «Мир», 1966, С. 171-178.
- Эшби У. Р. Общая теория систем как новая научная дисциплина. В кн.: Исследования по общей теории систем. Сборник переводов. М.: «Прогресс», 1969, С. 125-142.
- Эшби У. Р. Принципы самоорганизации. В кн.: Принципы самоорганизации. Пер. с англ. Под ред. и с предисловием д-ра техн. наук А. Я. Лернера, М.: «Мир», 1966, С. 314-343.

Статьи в прочих изданиях
- Анохин П. К. Системогенез как общая закономерность эволюционного процесса. Бюлл. эксп. биол. и мед. 1948, Т.26, № 8, С. 81-99.
- Боголепов В., Малиновский А. Организация // Философская Энциклопедия. В 5-х т. — М.: Советская энциклопедия. Под редакцией Ф. В. Константинова. 1960—1970.
- Заде Л. А. Основы нового подхода к анализу сложных систем и процессов принятия решений. В кн.: «Математика сегодня». — М.: «Знание», 1974.

### Книги на английском языке
- Ackoff, R. (1978). The art of problem solving. New York: Wiley.
- Bailey, K. D.. (1994). Sociology and the New Systems Theory: Toward a Theoretical Synthesis. New York: State of New York Press.
- Banathy, B. H. (1992) A Systems View of Education. Englewood Cliffs: Educational Technology Publications. ISBN 0-87778-245-8
- Banathy, B. H. (1996) Designing Social Systems in a Changing World New York Plenum.
- Banathy, B. H. (1991) Systems Design of Education. Englewood Cliffs: Educational Technology Publications.
- Banathy, B. H. (1997). «A Taste of Systemics», The Primer Project, Retrieved May 14, (2007)
- Bateson, Gregory. (1979). Mind and nature: A necessary unity. New York: Ballantine.
- Bausch, Kenneth C. (2001) The Emerging Consensus in Social Systems Theory, Kluwer Academic New York ISBN 0-306-46539-6
- Bertalanffy, Ludwig Von. (1968). General System Theory: Foundations, Development, Applications. New York: George Braziller.
- Bertalanffy, Ludwig Von (1950), An Outline of General System Theory (PDF), British Journal for the Philosophy of Science, 1 (2), Архивировано из оригинала (PDF) 25 июля 2011, Дата обращения: 24 октября 2010
- Bertalanffy, Ludwig Von. (1968). Organismic Psychology and Systems Theory. Worchester: Clark University Press.
- Bertalanffy, Ludwig Von. (1974). Perspectives on General System Theory. Edited by Edgar Taschdjian. George Braziller, New York.
- Buckley, W. (1967). Sociology and Modern Systems Theory. New Jersey: Englewood Cliffs.
- Capra, F. (1997). The Web of Life-A New Scientific Understanding of Living Systems, Anchor. ISBN 978-0-385-47676-8
- Checkland, P. (1981). Systems Thinking, Systems practice. New York: Wiley.
- Checkland, P. (1997). Systems Thinking, Systems Practice. Chichester: John Wiley & Sons, Ltd.
- Churchman, C. W. (1968). The systems approach. New York: Laurel.
- Churchman, C. W. (1971). The design of inquiring systems. New York: Basic Books.
- Corning, P. (1983). The Synergism Hupothesis: A Theory of Progressive Evolution. New York: McGraw Hill.
- Davidson, Mark. (1983). Uncommon Sense: The Life and Thought of Ludwig von Bertalanffy, Father of General Systems Theory. Los Angeles: J.P. Tarcher, Inc.
- Durand, D. La systemique, Presses Universitaires de France.
- Flood, R. L. (1999). Rethinking the Fifth Discipline: Learning within the unknowable. London: Routledge.
- Kahn, Herman. (1956). Techniques of System Analysis. Rand Corporation.
- Laszlo, E. (1995). The Interconnected Universe. New Jersey, World Scientific. ISBN 981-02-2202-5
- Francois, Charles. (2004). Encyclopedia of Systems and Cybernetics. Introducing the 2nd Volume  and further links to the ENCYCLOPEDIA, K G Saur, Munich  Архивная копия от 27 сентября 2011 на Wayback Machine see also
- Francois, Charles. (1999). Systemics and Cybernetics in a Historical Perspective
- Jantsch, E. (1980). The Self Organizing Universe. New York: Pergamon.
- Hammond, D. (2003). The Science of Synthesis. Colorado: University of Colorado Press.
- Hinrichsen, Diederich and Pritchard, A.J. (2005). Mathematical Systems Theory. New York: Springer. ISBN 978-3-540-44125-0
- Hyotyniemi, H. (2006). Neocybernetics in Biological Systems. Espoo: Helsinki University of Technology, Control Engineering Laboratory.
- Jackson, Michael C.. (2000). Systems Approaches to Management. London: Springer.
- Klir, G. J. (1969). An Approach to General Systems Theory. New York: Van Nostrand Reinhold Company.
- Laszlo, Ervin. (1972a). The systems view of the world. The natural philosophy of the new developments in the sciences. New York: George Brazillier. ISBN 0-8076-0636-7
- Laszlo, Ervin. (1972b). Introduction to systems philosophy. Toward a new paradigm of contemporary thought. San Francisco: Harper.
- Laszlo, Ervin. (1996). The Systems View of the World. Hampton Press, NJ. (ISBN 1-57273-053-6)
- Lemkow, A. (1995). The Wholeness Principle: Dynamics of Unity Within Science, Religion & Society. Quest Books, Wheaton.
- Niklas Luhmann. (1996). Social Systems. Stanford University Press, Palo Alto, CA.
- Mario Bunge. (1979) Treatise on Basic Philosophy, Volume 4. Ontology II A World of Systems. Dordrecht, Netherlands: D. Reidel.
- Mattessich, R. (1978) Instrumental Reasoning and Systems Methodology: An Epistemology of the Applied and Social Sciences. Reidel, Boston.
- Minati, Gianfranco. Collen, Arne. (1997). Introduction to Systemics Eagleye books. ISBN 0-924025-06-9
- Montuori, A. (1989). Evolutionary Competence. Creating the Future. Amsterdam: Gieben.
- Morin, E. (2008). On Complexity. Cresskill, NJ: Hampton Press.
- Odum, H. (1994). Ecological and General Systems: An introduction to systems ecology, Colorado University Press, Colorado.
- Olmeda, Christopher J. (1998). Health Informatics: Concepts of Information Technology in Health and Human Services. Delfin Press. ISBN 0-9821442-1-0
- Owens, R. G. (2004). Organizational Behavior in Education: Adaptive Leadership and School Reform. Eighth Edition. Boston: Pearson Education, Inc.
- Pharaoh, M. C. (online). Looking to systems theory for a reductive explanation of phenomenal experience and evolutionary foundations for higher order thought Retrieved Dec.14 2007.
- Science as Paradigmatic Complexity by Wallace H. Provost Jr.. (1984) in the International Journal of General Systems
- Schein, E. H. (1980). Organizational Psychology. Third Edition. New Jersey: Prentice-Hall.
- Peter Senge. (1990). The Fifth Discipline. The art and practice of the learning organization. New York: Doubleday.
- Senge, P., Ed. (2000). Schools That Learn: A Fifth Discipline Fieldbook for Educators, Parents, and Everyone Who Cares About Education. New York: Doubleday Dell Publishing Group.
- Snooks, G. D. (2008). A general theory of complex living systems: Exploring the demand side of dynamics, Complexity, 13: 12-20.
- Steiss, A. W. (1967). Urban Systems Dynamics. Toronto: Lexington Books.
- Gerald Weinberg. (1975). An Introduction to General Systems Thinking. (1975 ed., Wiley-Interscience) (2001 ed. Dorset House).
- Wiener, N. (1967). The human use of human beings. Cybernetics and Society. New York: Avon.

### Статьи на английском языке
- Ash, M. G. (1992). Cultural Contexts and Scientific Change in Psychology: Kurt Lewin in Iowa. American Psychologist, Vol. 47, No. 2, pp. 198–207.
- Bertalanffy, Ludwig Von. (1955). An Essay on the Relativity of Categories. Philosophy of Science, Vol. 22, No. 4, pp. 243–263.
- Gorelik, G. (1975). Reemergence of Bogdanov’s Tektology in. Soviet Studies of Organization, Academy of Management Journal. 18/2, pp. 345–357.
- Hull, D. L. (1970). Systemic Dynamic Social Theory. Sociological Quarterly. Vol. 11, Issue 3, pp. 351–363.
- Young, O. R. (1964). A Survey of General Systems Theory. General Systems, vol. 9, pp. 61–80.